# Liste der Skiflugschanzen

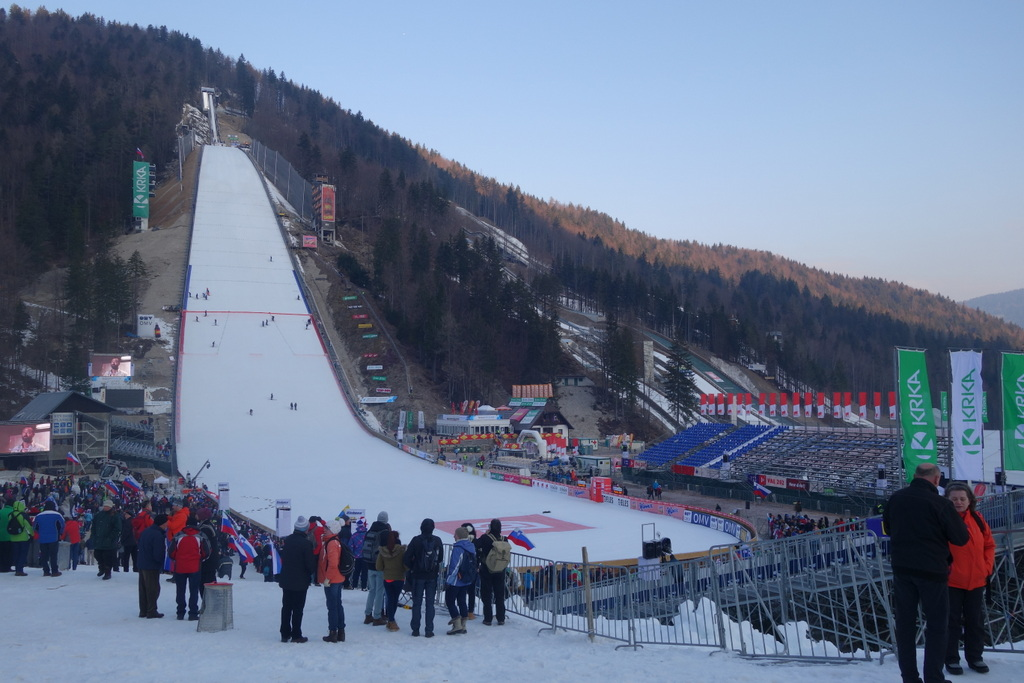
Letalnica bratov Gorišek – Schanze des aktuellen Weltrekords

Die Liste der Skiflugschanzen enthält alle Skiflugschanzen der Welt mit einer Größe (Hillsize, HS) ab 185 Metern – Vikersundbakken (HS 240), Kulm (HS 235), Letalnica (HS 240) und Heini-Klopfer-Skiflugschanze (HS 235) –, die von der FIS homologiert (zugelassen) wurden. Ebenfalls aufgelistet sind ältere Skiflugschanzen ohne gültiges FIS-Zertifikat ab einem K-Punkt von 160 Metern. Die Liste gibt die Größe der Schanze mit Hillsize, K-Punkt und den aktuellen Schanzenrekord, das Baujahr und die Zuschauerplätze an, ferner, wann erstmals über 200 Meter gesprungen wurde und den Zeitraum des Weltrekordes. Genannt werden auf der Schanze durchgeführte Flugwettbewerbe unter Leitung der FIS.
Seit 2014 sind die Letalnica bratov Gorišek zusammen mit dem Vikersundbakken die größten Skiflugschanzen der Welt. Der Ausbau in Vikersund zur K 200/HS 225 im Jahr 2010 wurde durch eine Regeländerung der FIS ermöglicht, welche nun eine maximale Höhendifferenz von 135 Metern zwischen Schanzentisch und Auslauf zulässt (zuvor 130 Meter). Durch Modernisierung und Umbauten ist seit der offiziellen Eröffnung am 2. Februar 2017 die Heini-Klopfer-Skiflugschanze in Oberstdorf ebenfalls als K 200/HS 225 (zum Zeitpunkt der Neueröffnung) zu den größten Skiflugschanzen aufgestiegen. Den höchsten Anlaufturm aller Skisprungschanzen hat die stillgelegte Copper-Peak-Flugschanze in den Vereinigten Staaten mit einer Höhe von 73 Metern, bei der in letzter Zeit jedoch Renovierungsmaßnahmen geplant werden (u. a. als Mattenschanze).

## Legende
SchanzendatenGibt den Standort, das Land und die Koordinate der Schanze an. Weiter wird das Baujahr, der letzte Umbau und das Jahr, bis wann die Schanze von der FIS homologiert wurde, genannt. Der letzte Teil nennt den Konstruktionspunkt, die Größe der Schanze in Metern (Hillsize) und die Zuschauerplätze der Schanze.
Rekorde (Männer)Nennt den offiziellen Schanzenrekord bei Männern. Bis 2014 konnten offizielle Schanzenrekorde nur während einer gültigen Qualifikationsrunde oder in einem gültigen Wertungsdurchgang bei Wettkämpfen aufgestellt werden, seit 2015 auf Skiflugschanzen auch im Training. Zusätzlich wird der weiteste Flug auf der Schanze angegeben, der als gestürzt gewertet wurde. Weiter wird der Zeitraum, in dem die Schanze den Skiflugweltrekord mit dem weitesten Sprung hielt und das Jahr, in dem erstmals über 200 Meter gesprungen worden ist, genannt.
Rekorde (Frauen)Nennt den offiziellen Schanzenrekord bei Frauen. 2023 fand erstmals ein Skiflug-Wettbewerb für Frauen statt, bei der die besten 15 der Raw Air startberechtigt waren. Dieser war Teil der Raw Air, jedoch nicht des Weltcups. Zusätzlich wird der weiteste Flug auf der Schanze angegeben, der als gestürzt gewertet wurde. Weiter wird der Zeitraum, in dem die Schanze den Skiflugweltrekord mit dem weitesten Sprung hielt und das Jahr, in dem erstmals über 200 Meter gesprungen worden ist, genannt.
VeranstaltungenNennt die Wettbewerbe, die auf der Skiflugschanze ausgerichtet wurden. Dies sind die Skiflug-Weltmeisterschaften und der Skisprung-Weltcup.

## Aktuelle Skiflugschanzen
| Schanzendaten | Rekorde (Männer) | Rekorde (Frauen) | Veranstaltungen | Bilder |
| --- | --- | --- | --- | ------ |
| Bad Mitterndorf Schanze am Kulm Land: Österreich Lage: 47° 33′ N, 14° 0′ O Baujahr: 1950 (letzter Umbau 2014) Zertifikat: gültig bis 2025 Hillsize: 235 Meter K-Punkt: 200 Meter Zuschauerplätze: 40.000              | Schanzenrekord: - 244 Meter ( Peter Prevc 2016) Weltrekord: - 1962 bis 1964, 1965 bis 1966, 1986 bis 1987 Erster 200-Meter-Flug: - 1996 (200 Meter) ( Janne Ahonen) | bisher kein Wettbewerb | Skiflug-Weltmeisterschaft: - 1975, 1986, 1996, 2006, 2016, 2024 Skisprung-Weltcup: - 1982, 1991, 1993, 1997, 2000, 2003, 2005, 2009, 2010, 2012, 2014, 2015, 2018, 2020, 2023                                                                   |        |
| Oberstdorf Heini-Klopfer-Skiflugschanze Land: Deutschland Lage: 47° 23′ N, 10° 16′ O Baujahr: 1949 (letzter Umbau 2016/17) Zertifikat: gültig bis 2022 Hillsize: 235 Meter K-Punkt: 200 Meter Zuschauerplätze: 40.000 | Schanzenrekord: - 242,5 Meter ( Domen Prevc 2022) Weltrekord: - 1950 bis 1965, 1967, 1973 bis 1983, 1984 bis 1985 Erster 200-Meter-Flug: - 1998 (203,5 Meter) ( Dieter Thoma) | bisher kein Wettbewerb | Skiflug-Weltmeisterschaft: - 1973, 1981, 1988, 1998, 2008, 2018 Skisprung-Weltcup: - 1984, 1992, 1997, 1998, 2004, 2007, 2009, 2010, 2011, 2012, 2013, 2017, 2019, 2022, 2024, 2025                                                             |        |
| Planica Letalnica bratov Gorišek Land: Slowenien Lage: 46° 29′ N, 13° 43′ O Baujahr: 1969 (letzter Umbau 2014) Zertifikat: gültig bis 2025 Hillsize: 240 Meter K-Punkt: 200 Meter Zuschauerplätze: 50.000             | Schanzenrekord: - 254,5 Meter ( Domen Prevc 2025) Weltrekord: - 1969 bis 1973, 1985 bis 1986, 1987 bis 2011, seit 2025 Erster 200-Meter-Flug: - 1994 (203 Meter) ( Toni Nieminen) - 1994 (202 Meter) (gestürzt) ( Andreas Goldberger)                                                             | bisher kein Wettbewerb | Skiflug-Weltmeisterschaft: - 1972, 1979, 1985, 1994, 2004, 2010, 2020 Skisprung-Weltcup: - 1987, 1997, 1999, 2000, 2001, 2002, 2003, 2005, 2006, 2007, 2008, 2009, 2011, 2012, 2013, 2015, 2016, 2017, 2018, 2019, 2021, 2022, 2023, 2024, 2025 |        |
| Vikersund Vikersundbakken Land: Norwegen Lage: 59° 56′ N, 10° 0′ O Baujahr: 1936 (letzter Umbau 2011) Zertifikat: gültig bis 2027 Hillsize: 240 Meter K-Punkt: 200 Meter Zuschauerplätze: 30.000                      | Schanzenrekord: - 253,5 Meter ( Stefan Kraft 2017) Weitester Sprung (gestürzt): - 254,0 Meter ( Dmitri Wassiljew 2015) Weltrekord: - 1966 bis 1967, 1967 bis 1969, 2011 bis 2025 Erster 200-Meter-Flug: - 2000 (206,5 Meter) ( Sven Hannawald) - 2000 (204,0 Meter) (gestürzt) ( Tom Aage Aarnes) | Schanzenrekord: - 236,0 Meter ( Nika Prevc 2025) Weitester Sprung (gestürzt): - 236,5 Meter ( Silje Opseth 2024) Weltrekord: - seit 2023 Erster 200-Meter-Flug: - 2023 (203,0 Meter) ( Ema Klinec) | Skiflug-Weltmeisterschaft: - 1977, 1990, 2000, 2012, 2022 Skisprung-Weltcup: - M: 1980, 1983, 1986, 1995, 1998, 2007, 2009, 2011, 2013, 2015, 2016, 2017, 2018, 2019, 2023, 2024, 2025 - F: 2024, 2025 Skisprung-Continental-Cup: - 2004        |        |

## Stillgelegte Skiflugschanzen
| Schanzendaten | Rekorde | Veranstaltungen                                                                                                   | Bilder |
| --- | --- | --- | ------ |
| Ironwood Copper Peak ski flying hill Land: Vereinigte Staaten Lage: 46° 36′ N, 90° 5′ W Baujahr: 1969 (letzter Umbau 1988) Zertifikat: 1995 abgelaufen K-Punkt: 160 Meter Stillgelegt: 1994 Zuschauerplätze: — | Schanzenrekord: - 158,0 m ( Werner Schuster 1994) ( Matthias Wallner 1994) | Skisprung-Weltcup: - 1981                                                                                         |        |
| Harrachov Čerťák-Skiflugschanze Land: Tschechien Lage: 50° 46′ N, 15° 26′ O Baujahr: 1979 Zertifikat: 2018 abgelaufen Hillsize: 210 Meter K-Punkt: 185 Meter Stillgelegt: 2014 Zuschauerplätze: 50.000         | Schanzenrekord: - 214,5 Meter ( Matti Hautamäki 2002) - 214,5 Meter ( Thomas Morgenstern 2008) Weitester Sprung (gestürzt): - 220,0 Meter ( Jurij Tepeš 2013) Weltrekord: - 1983 bis 1984 Erster 200-Meter-Flug: - 1996 (201 Meter) ( Roar Ljøkelsøy) | Skiflug-Weltmeisterschaft: - 1983, 1992, 2002, 2014 Skisprung-Weltcup: - 1989, 1996, 2001, 2006, 2007, 2011, 2013 |        |